# Brunnby kyrkby
Brunnby är ett bostadsområde i tätorten Arild och kyrkbyn i Brunnby socken i Höganäs kommun på Kullahalvön i Skåne. Brunnby klassades som småort av SCB år 1990, men växte därefter samman med Arild.
Brunnby kyrka, vars äldsta delar härstammar från 1100-talet, ligger centralt i byn. Nära kyrkan ligger prästgården, som är en korsvirkeslänga uppförd 1853. I byn finns även en skola och det gamla kommunalhuset.
Brunnby med dess byggnader som bevarar ett äldre byggnadsskick i korsvirke, skiftesverk eller tegel, har av Länsstyrelsen i Skåne län bedömts som en särskilt värdefull kulturmiljö.